# 新世紀歌謡大行進
新世紀歌謡大行進（しんせいきかようだいこうしん）は、文化放送が運営するBSQR489で2000年12月から、2004年9月にかけて放送された歌謡曲のラジオ番組である。

## 概要
文化放送が深夜から未明の毎朝3時から5時（月曜除く）で放送している『日野ミッドナイトグラフィティ 走れ!歌謡曲』（BSQR489でも平日18時～20時に再放送。但し日曜日分は再放送せず、月曜日は前週金曜分を放送）のノウハウを生かし、日中の夕方16時から18時の2時間に毎日日替わりで若手・中堅の演歌歌手が出演し主として演歌を中心としたリクエストやゲストとのトークコーナーなどで展開された。

## 主なパーソナリティー
- 南かなこ
- 上杉香緒里
- 山本智子
- 前田有紀
- 宇多川都
- あさみちゆき